# Libnotes (Libnotes) trukensis
Libnotes (Libnotes) trukensis is een tweevleugelige uit de familie steltmuggen (Limoniidae). De soort komt voor in het Australaziatisch gebied.